# 顿涅茨克人民共和国共产党
顿涅茨克人民共和国共产党（俄语：Коммунистическая партия Донецкой Народной Республики）是顿涅茨克人民共和国的一个共产主义政党，成立于2014年10月8日。该党的前身是乌克兰共产党在顿涅茨克地区的组织。该党的领导人鲍里斯·利特维诺夫曾经担任顿涅茨克人民共和国最高议会主席。在2014年顿涅茨克大选前夕，该党被顿涅茨克当局禁止参选，理由是该党“提交的参选文件错误太多”。所以，该党候选人皆以“顿涅茨克共和国”（现顿涅茨克人民共和国执政党）候选人身份参选，获3个席位。2016年，顿涅茨克当局以该党2名议员“丧失信念”为由，剥夺了他们的议员资格（另外1名议员之前已死于战争中）。
2022年8月6日，顿涅茨克人民共和国共产党正式并入俄罗斯联邦共产党。